# سرنجة عادمة العرف
سَرنجة عادمة العرف هي نوع من جنس سرنجة، وهي شجيرة سبروتية مهدها أمريكة الشمالية. أزهار عادمة العرف وترية التجميع